# 伯特拉布冰川
54°37′S 35°57′W / 54.617°S 35.950°W

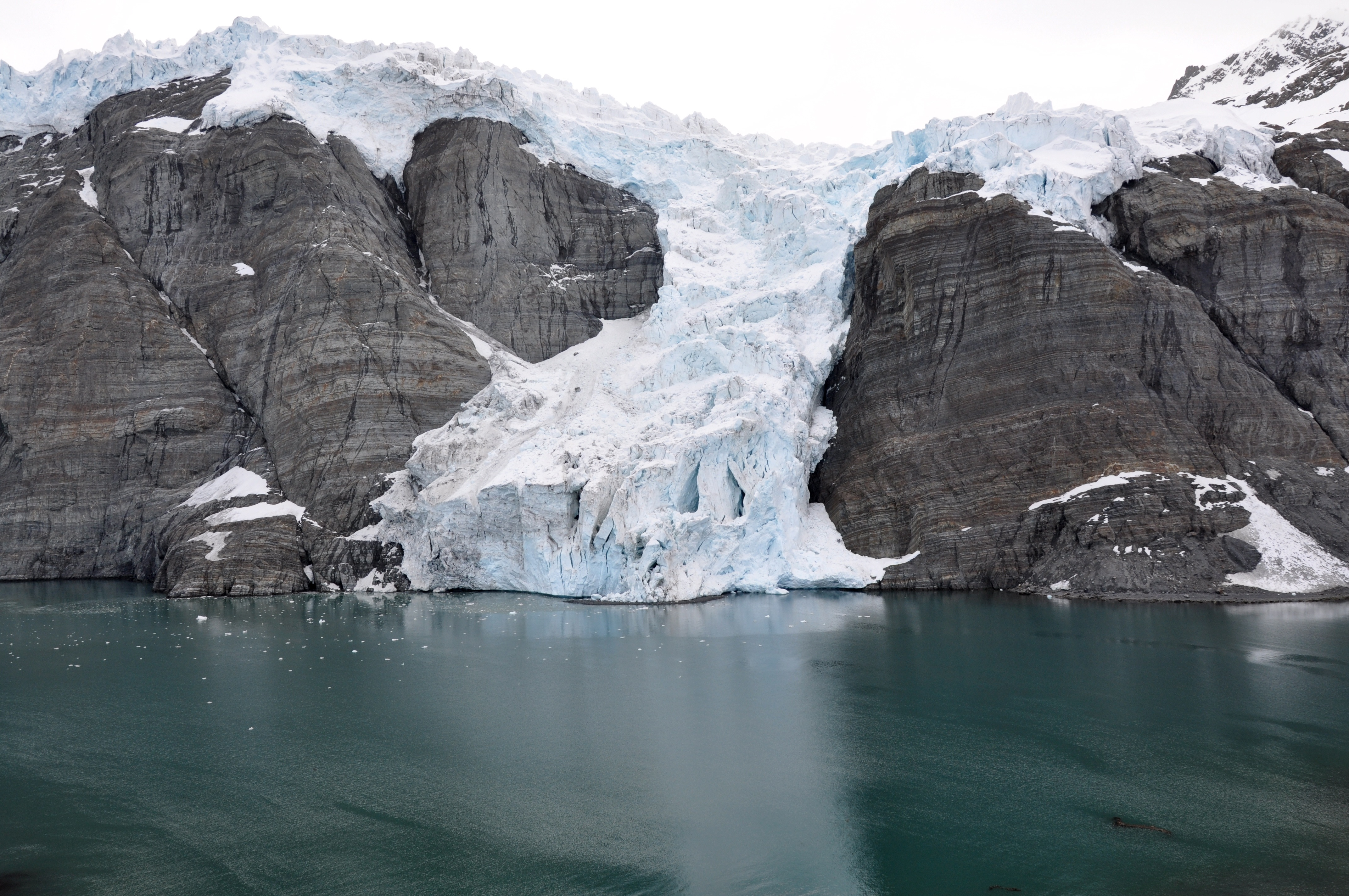

伯特拉布冰川是南極洲的冰川，位於南喬治亞島東端，處於戈爾德灣，以主舵手命名，由威廉·菲爾希納率領的德國探險隊繪入地圖。